# Honeywell
Honeywell este o companie americană cu diverse implicări în industria aerospațială și a apărării, precum și în producția de materiale specializate.
Dintre produsele firmei amintim: echipamente de automatizare, securitate (sisteme de supraveghere), termostate, întrerupătoare (industriale), transformatoare, module de semnal, sisteme de apă potabilă (filtre, robinete, supape de siguranță, etc.).

Honeywell este, prin divizia sa de tehnologii aerospațiale, lider global în furnizarea de echipamente electronice pentru avioane, motoare, sisteme și servicii pentru producătorii de aeronave, pentru liniile aeriene, pentru aviația civilă sau militară și pentru programele spațiale.

Produsele, serviciile și tehnologiile care dau naștere Soluțiilor de Automatizare și Control, (Automation and Control Solutions – ACS) sunt deja prezente în peste 100 de milioane de case și peste cinci milioane de clădiri din lumea întreagă, precum și în construcția de aeronave, trenuri sau automobile.

Sistemele pentru transport includ de la sisteme turbo pentru motoare la materiale de fricțiune pentru frâne, de la filtre pentru aer, combustibil și ulei, lichide de răcire și antigel la echipamente electronice avansate pentru măsurători inerțiale.
Compania are o experiență îndelungată în producția de echipamente de automatizare: regulatoare (HC900 Hybrid Controller,  DC1000 Controllers, UDC100 Universal Digital Controller), debitmetre (magnetice, ultrasonice, Coriolis, vortex), traductoare de umiditate, presiune, temperatură, înregistratoare (recorder). Compania pune la dispoziția clienților săi resursele software necesare pentru implementarea acestor soluții.

## Honeywell în România
Compania acționează în România printr-o fabrică de turbosuflante în București, o fabrică de senzori în Lugoj și o reprezentanță de vânzări pentru produsele de automatizare.
Compania a intrat în România în anul 1997 cu divizia de sisteme de transport, care operează fabrica de turbosuflante de la București.
Fabrica avea peste 400 de angajați în anul 2005 iar în anul 2003 a realizat o cifră de afaceri de 100 milioane de euro.
În anul 2004 a înființat și un centru de inginerie la București, unde intențiile inițiale vizau implicarea inginerilor români în proiecte locale ale Honeywell.
Ulterior, compania a decis că personalul specializat de la București este suficient de competitiv pentru a fi implicat în proiecte complexe de talie internațională.
În anul 2005 a preluat o fabrică de automatizări și sisteme de control la Lugoj, ca urmare a achiziției la nivel global a companiei britanice Novar Plc.
Fabrica de la Lugoj a raportat pentru 2003 o cifră de afaceri de peste 7 milioane euro la un număr de 555 de angajați.